# P-blokken
P-blokken (p for 'principal'), et af det periodiske systems blokke, udgøres af grupperne 13 til 18, bortset fra helium. Fælles for disse grundstoffer er at de elektroner, der har den højeste energi i grundtilstanden, befinder sig i p-orbitaler i den yderste skal. En orbital kan højst indeholde to elektroner (Paulis udelukkelsesprincip), og da en elektronskal (bortset fra K-skallen) maksimalt kan have tre p-orbitaler findes der præcis seks p-bloksgrundstoffer i hver periode, fraset 1. periode.
Elektronkonfigurationen i de yderste skaller for disse grundstoffer er alle af formen ns2npx hvor n er perioden, og x varierer fra 1 til 6.
Grupper som indgår:
- 13 (IIIB): borgruppen
- 14 (IVB): carbongruppen
- 15 (VB): nitrogengruppen
- 16 (VIB): oxygengruppen
- 17 (VIIB): halogener
- 18 (VIIIB): ædelgasser